# Nicolaus Wolff
Nicolaus Wolff (5. februar 1762 i København – 1813 i Dresden) var en dansk maler.

## Karriere

### Vinder alle medaljer
Hans forældre var snedkermester Nicolaus Wolff og Maria Magdalene Hausschildt. Han var elev af Mandelberg og Abildgaard og besøgte Kunstakademiet, hvor han 1779 vandt den lille, 1781 den store sølvmedalje og endnu samme år den lille guldmedalje. I 1783 konkurrerede han forgæves til den store guldmedalje, men to år efter vandt han den for opgaven Christus uddriver de handlende af Templet (Johannesevangeliet 2, 13-17). Dette billede var ikke meget betydeligt, omend en anmelder fandt det "temmelig i den historiske Stil". Han var den første til at hele studieforløbet og vinde alle fire medaljer. De to bevarede medaljearbejder er præget af kunstneriske lån, både fra Abildgaard og ældre italiensk og fransk kunst.

### Protegeret af Reventlow
Fra sommeren 1789 kunne Wolff, takket være gehejmestatsminister Christian Ditlev Frederik Reventlow, tilbringe et par år som familiemaler på Pederstrup. Reventlow bestilte et stort gruppebillede af hele familien, og en skitse, der viser ministeren selv, hans hustru, deres otte børn og børnenes amme er bevaret. Derimod er selve maleriet gået til grunde, og kun et ufuldført portræt af den lille Charlotte Reventlow kan antages at være et bevaret brudstykke af det store lærred. Wolffs malestil i disse portrætter når aldrig, trods indflydelsen fra både Juel og Abildgaard, ud over en ubehjælpsom tyngde. 

### Armod i Dresden og selvmord
Wolff fik også sysselsættelse på forskellig måde i København (jfr. Thorvaldsen), indtil han fra oktober 1792 opnåede Akademiets rejsestipendium, foreløbig på tre år med et tillæg af 100 rigsdaler årligt af Fonden ad usus publicos. Ved nytår 1793 rejste han til Dresden, hvor han lagde sig efter portrætmaleriet "for at have noget at leve af, naar han kom hjem". Han blev imidlertid i Dresden, men kom ved sit uordentlige levned i så trængende kår, at han allerede i 1795 tiggede Kunstakademiet "om en liden Gave af dets Fattigkasse til Hjælp til Livets Ophold". Akademiet tog tværtimod deraf anledning til at nægte ham stipendiets forlængelse efter de tre års forløb, men lod sig dog i 1796 røre til at give ham et års tillæg, uagtet det ikke syntes godt om hans hjemsendte arbejder, en altertavle til grev Reventlow på Pederstrup og En sovende Amor. Han synes at have haft talent, men at have ødelagt det ved sin uordentlige vandel. I Dresden, hvor han forblev, uagtet han 1802 fik 200 rigsdaler til hjemrejsen af den nævnte fond, malede han historiske kompositioner, billeder efter Wielands Oberon, Agathon og lignende værker, og hutlede sig således igennem til 1813, da han skød sig en kugle i livet. Han var ugift. 

## Værker
- Salomon lader Pagtens Ark opsætte i Templet (1781, lille guldmedalje, Kunstakademiet)
- Saul rådfører sig med Samuels skygge (skitse 1783 til store guldmedalje, ikke antaget og ikke kendt)
- Kristus uddriver de handlende af templet (1785, store guldmedalje, Kunstakademiet)
- Udkast til figurerne Danmarks og Norges skytsguder, og Fama på Jødernes Æresport i anledning af kronprinsesse Maries indtog i København 1790 (arkitekt Andreas Kirkerup, figurerne modelleret af Bertel Thorvaldsen)
- Udkast til relief i gavlen på Amaliegade 49, København (tidligere nr. 43, 1790, relieffet modelleret af Bertel Thorvaldsen)
- Gehejmestatsminister Christian Ditlev Frederik Reventlow og hans hustru omgivet af deres otte børn og ammen Lolo (Lola Hansen, 1790, skitse til stort, senere ødelagt maleri, Reventlow-Museet Pederstrup)
- Christian Ditlev Frederik Reventlow (1790, Reventlow-Museet Pederstrup)
- Ammen Lolo (Lola Hansen) med Einar Ditlev Reventlow (1790, Reventlow-Museet Pederstrup)
- Conrad Ditlev Cai og Ernst Christopher Ditlev Reventlow med hunden Nona (1790, Reventlow-Museet Pederstrup)
- Charlotte Augusta Agnes Reventlow (omkring 1792, ufuldført, antagelig udskåret del af det ovennævnte store familiebillede, Reventlow-Museet Pederstrup)
- Titelvignet til Peter Friderich Suhm: Samlede Skrifter VIII, 1792.
- Kvinderne ved graven (1794, altertavle i Vesterborg Kirke)
- Amor der vækkes af Psyche (1796, tidligere tilskrevet J.G. Wahl, 1864-1980 på Amalienborg, Statens Museum for Kunst)

Tilskrivninger:
- Tre dørstykker med emner fra Iliaden: Kampen mellem Menelaos og Paris; Hektors afsked med Andromache; Priamos bønfalder Achilles om at få Hektors lig udleveret (1790, Reventlow-Museet Pederstrup)